# Sandro Bondi
Pour les articles homonymes, voir Bondi.
Sandro Bondi (né le 14 mai 1959 à Fivizzano) est une personnalité politique italienne.

## Biographie
Sandro Bondi était depuis 2002 le porte-parole de Forza Italia. Ayant été militant du Parti communiste italien, puis du Parti démocrate de gauche, il a été journaliste. Après 1994, il rencontre Silvio Berlusconi et entre dans son parti.
Le 23 avril 2014, il déclare que Forza Italia (2013) a failli à représenter la droite modérée et qu'il faut soutenir le gouvernement Renzi.